# 黑帶 (雜誌)
《黑帶》是涵蓋武術和搏擊的美國雜誌。创办者和主编是水户上原，也是李小龙的徒弟之一。該雜誌總部位於加利福尼亞州的瓦倫西亞，是美國最古老的武術雜誌之一。

## 歷史

### 創辦人
水户上原（Mitoshi Uyehara），日裔美国人，合气道修习者。
他是李小龙的好友兼学生（李小龙的家庭训练小组成员之一），并在李小龙的指导下学习了截拳道。李小龙在美国武坛扬名，水户上原先生起了至关重要的作用。
1961年，水户上原创办《黑带》，兼任总编辑。他担任了30多年的老板，及后住在夏威夷檀香山附近。

## 黑帶群英殿
《黑帶》雜誌從1968年開始開設了一個欄目，叫「黑帶群英殿」（Black Belt Hall of Fame），用來表彰每年度對發展武術有突出貢獻的武術家和搏擊家。

## 外部連結
- 官方网站